# Dromedarii
Els dromedarii, eren una unitat de cavalleria de l'Imperi Romà. Aquesta cavalleria, es reclutà a les zones desèrtiques sobretot de l'Imperi Romà d'Orient, com a substitut dels cavalls, on eren poc comuns. Van ser molt utilitzats per vigilar les fronteres.
Els dromedarii van ser ràpidament molt utilitzats gràcies a la seva eficàcia contra els cavalls, degut a l'olor dels dromedaris, que els cavalls no poden suportar. Això provocava que els cavalls es neguessin a entrar a batalla o amb poca eficàcia.